# Kanton Mende-Nord
Kanton Mende-Nord (francouzsky Canton de Mende-Nord) je francouzský kanton v departementu Lozère v regionu Languedoc-Roussillon. Tvoří ho pět obcí.

## Obce kantonu
- Badaroux
- Le Born
- Chastel-Nouvel
- Mende (severní část)
- Pelouse